# Torneio Ibsen de Rossi
O Torneio Ibsen de Rossi foi uma competição futebolística disputada em 1966 que visava manter em atividade as equipes reservas dos clubes que participavam do Campeonato Carioca.
Foi disputado por Bangu, Bonsucesso, Botafogo, Flamengo, Fluminense e Vasco da Gama, sempre nas preliminares dos jogos destas equipes na Taça Guanabara de 1966. Flamengo e Bangu se enfrentaram na final, com o rubro-negro carioca sagrando-se campeão deste certame.

## Fase de Grupos
| - Botafogo - Flamengo - Vasco da Gama O Flamengo se classificou para a final ao derrotar o Vasco da Gama por 2 x 1 e o Botafogo por 4 x 1 | - Bangu - Bonsucesso - Fluminense O Bangu se classificou para a final ao derrotar o Bonsucesso por 4 x 0 e o Fluminense por 2 x 0 |

## Final
O Flamengo derrotou o Bangu e sagrou-se campeão do torneio.

### Premiação
| Torneio Ibsen de Rossi de 1966 |
| ------------------------------ |
| FLAMENGO Campeão (1.º título)  |